# Тартак (Борисовський район)
Тартак (біл. вёска Тартак) — село в складі Борисовського району Мінської області, Білорусь. Село підпорядковане Мстижській сільській раді, розташоване в північно-східній частині області.